# Nicomedes Méndez López

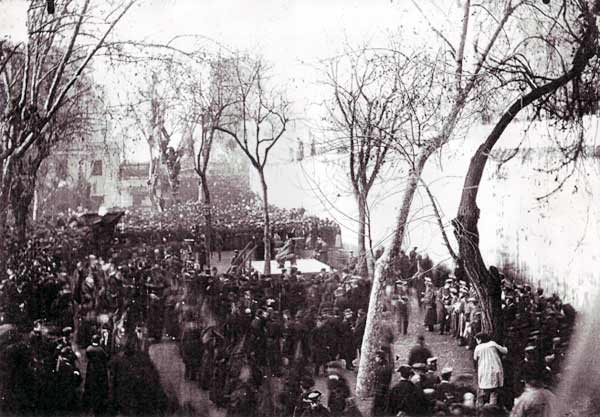
Execució d'Isidre Montpart al pati dels Cordelers del carrer Maria Amalia el 1892 duta a terme per Nicomedes Méndez

Nicomedes Méndez López (Haro, 16 de setembre de 1842 - Barcelona, 27 d'octubre de 1912) va ser un botxí espanyol, titular de l'Audiència de Barcelona, i posteriorment, suplent en les de València i Saragossa.

## Biografia
Convençut que prestava un servei a la societat i orgullós de la seva feina, pretenia obrir al Paral·lel de Barcelona un Palau de les Execucions.
| «                  | No sóc jo, no sóc jo qui mata a aquest desgraciat; no són els tribunals qui li manen llevar la vida. Ell mateix és qui es mata amb el crim que va cometre; ell és qui ha buscat la seva pròpia fi. | » |
| — Nicomedes Méndez | |   |

Va introduir la modificació del garrot anomenada «versió catalana» en la qual un punxó accionat pel cargol principal pretenia trencar el bulb raquidi. Aquesta modificació es va emprar per primera vegada en l'execució del condemnat per col·locar una bomba en el Liceu barceloní, Santiago Salvador Franch.
Méndez López era tan primmirat, tan competent i li venia de gust ser el número u de la seva professió, que va mantenir una sorda competència professional amb Gregorio Mayoral Sendino. De fet, el seu cessament i la impossibilitat d'intervenir en l'execució del "Xato de Cuqueta" per raó de la seva edat el van sumir en una gran depressió. Es considerava un professional digne, valuós, piadós amb el reu, però estricte executor de la llei, hàbil en el seu treball evitant al reu sofriments innecessaris i realment convençut que el seu treball era necessari per a l'ordre en una conflictiva Barcelona, coneguda com a la "Rosa de foc" pels atemptats anarquistes que la commocionaven.
A més de les execucions a Catalunya, solia intervenir a Aragó i València arran dels cessaments i jubilacions dels titulars d'aquestes Audiències.
Se l'ha descrit com un home pulcre, d'aspecte cordial, bon caràcter i aficionat a la cria de canaris, afició que compartia amb el botxí francès Adolphe Deibler, model a seguir en aquesta singular professió.
La seva vida personal va ser bastant dolorosa. Va perdre a la seva esposa aviat i va sofrir el suïcidi de la seva filla i la mort del seu fill en una baralla. S'assegura que la causa del suïcidi de la noia va ser que el seu promès, un jove metge, en saber la professió de Méndez López, va voler trencar la relació.

## Nicómedes Méndez en la cultura popular
La pintura de Ramon Casas i Carbó titulada Garrot vil representa l'execució d'Aniceto Peinador. A l'esquerra del pal es veu la figura del botxí Méndez López.
En el documental Terror en el Liceu es fa una semblança del botxí.
Vicente Blasco Ibáñez en el seu conte Un funcionario s'inspira en la figura del botxí per retratar al seu Nicomedes Terruño. Va ser el propi Nicomedes Méndez qui li va explicar detalls de la seva vida, en ocasió d'haver d'actuar a València per executar al reu Rafael Sánchez. Blasco estava en aquests dies empresonat per delictes d'opinió.
En 2003, Toni Orensanz va publicar una recerca sobre un crim que va acabar va portar al cadafal dos homes i una dona executats per Méndez. Més endavant va fer una recreació literària en un conte de la seva obra El falsari. Alhora, també el va fer protagonista d'una obra de teatre Nicomedes, el verdugo diligente (2002).

## Alguns dels reus executats per Nicomedes Méndez López
- Agustí Església el Trabuc (16 de març de 1866)[6]
- Aniceto Peinador (Barcelona, novembre de 1891).[7]
- Isidre Montpart (o Mompard) (Barcelona, 1892)[8]
- Josep Ferré (a) Manduco (Falset, 11 de maig de 1893)[9]
- Maria Rosa Massip (a) la Guineu (Falset, 11 de maig de 1893)[9]
- Francesc Ferré (a) Bassetas (Falset, 11 de maig de 1893) darrera execució pública a Tarragona.[9]
- Santiago Salvador Franch (Barcelona, 21 de novembre de 1894).[10] Primer ajusticiat amb la variant catalana del garrot.
- Joan Galceren (Font del Rei Girona, 2 de març de 1895) condemnat pels crimes del Molí d'Armentera[11]
- Joaquim Figueras (Castelldefels, 19 de juny de 1895). Va vestir la mateixa roba que Salvador.[12]
- Mariano Royo (Vendrell, 2 de juliol de 1896)[13]
- Rosa Boix (Barcelona, 23 de juliol de 1896)[14]
- Silvestre Lluís (1897).[9]
- Antoni Amat (Barcelona, 3 de novembre de 1907)[15]
- Joan Rull i Queraltó (Barcelona, 8 d'agost de 1908), primera execució a garrot a la Presó Model de Barcelona.[16][17]